# جو أون: بداية النهاية
جو أون: بداية النهاية (باليابانية: 呪怨: 終わりの始まり) ، هي فيلم سينمائي ياباني من نوع الرعب النفسي، أنتج الفيلم سنة 2014م، وتدور القصة حول فتاة متحولة سابقاً إلى شبح تقوم بقتل كل إنسان في طريقها.

## وصلات خارجية
- Official site
- جو أون: بداية النهاية على موقع IMDb (الإنجليزية)
- جو أون: بداية النهاية على موقع روتن توميتوز (الإنجليزية)
- جو أون: بداية النهاية على موقع قاعدة بيانات الأفلام العربية
- جو أون: بداية النهاية على موقع فيلمافينيتي (الإسبانية)
- جو أون: بداية النهاية على موقع قاعدة بيانات الفيلم (الإنجليزية)
- جو أون: بداية النهاية على موقع ليتربوكسد (الإنجليزية)
- جو أون: بداية النهاية على موقع كينوبويسك (الروسية)